# Peyo
Pierre Culliford (Brussel, 25 juni 1928 – aldaar, 24 december 1992) was een Belgische striptekenaar en scenarioschrijver. Hij was onder andere de geestelijke vader van de Smurfen, en was vooral bekend onder zijn pseudoniem Peyo.

## Biografie

### Jeugd
Pierre Culliford, geboren in Brussel, was het jongste kind van een tot Belg genaturaliseerde Engelse vader, een investeerder, en een Belgische moeder. Hij had een zus en broer. In zijn jeugd tekende Pierre Culliford al zijn schoolboeken vol. Hij hield op school vooral van gymnastiek en geschiedenis. Daarnaast speelde hij op school toneel, hield hij van lezen en zong hij in een koor. Op de wekelijkse familiebijeenkomst vertelde hij verhalen na die hij in de geschiedenisles had gehoord en later die van strips uit de krant, zoals Kuifje en Mickey Mouse. Hij zat ook bij de katholieke scouts, de Fédération des Scouts Catholiques.
Zijn middelbareschoolloopbaan verliep turbulent: hij startte in een handelsrichting, maar moest het eerste jaar opnieuw doen. Tijdens het tweede jaar stopte hij en stapte over op theoretischer onderwijs. Zijn medeleerlingen bleken echter voorsprong te hebben en Culliford haakte weer af. Zijn vader was al in 1935 overleden, dus moest hij op zijn vijftiende op zoek naar werk. Hij kon aan de slag als projectieassistent in een bioscoop tot het einde van de Tweede Wereldoorlog ongeveer een jaar later. Hij vond het werk saai. Erna deed hij andere, kleine jobs. Hij bleef al die tijd ook actief in de scouts, maar ruilde op zijn zeventiende de katholieke voor een vrijzinnige scoutsvereniging. Op zoek naar een nieuwe job kwam hij in 1945 terecht bij de tekenfilmstudio CBA als assistent om tekeningen te retoucheren met gouacheverf. Bij CBA werd Culliford de jongste collega van André Franquin, Eddy Paape, en Morris. Nadat de firma enkele maanden later, in 1946, failliet ging, bleef hij contact houden met de anderen, die bij het pas heropgerichte Spirou (Robbedoes) gingen werken. Culliford probeerde er echter ook binnen te geraken, maar werd niet aangenomen. Om zijn techniek bij te stellen, begon Culliford aan een kunstopleiding aan de Academie voor Schone Kunsten in Brussel. Hij brak deze na drie maanden af, omdat hij niet academisch maar humoristisch wilde leren tekenen. Culliford stapte daarna de reclamesector in. In die tijd ondertekende hij ook voor het eerst een eigen stripverhaal met de naam "Peyo", zoals zijn neefje zijn (bij)naam (Pierrot) uitsprak.

### Beginnend striptekenaar
Peyo probeerde in 1946 binnen te geraken bij Le Lombard, maar Hergé vond hem nog niet rijp genoeg. In L'Occident verscheen in april 1946 zijn Riquet, les aventures de Pied-Tendre over een indianenkrijger. Hij bedacht parallel ook de scout Puce, wiens verhalen in 1948 hernomen werden door Mowgli van de Belgische scoutswelpen. Voor winkelketen Au Bon Marché tekende hij zijn eerste vervolgverhaal: Une Enquête de l'Inspecteur Pik.
Culliford had op het einde van de oorlog ook een gemengd koor opgericht met enkele scoutsvrienden. Een van de koorleden bracht hem in contact met de redacteur van de jeugdrubriek Pour la Jeunesse van La Dernière Heure, waardoor Peyo daar kon beginnen. Hij startte er op 11 april 1946 een stripverhaalreeks in de rubriek: Johan, dat begon als gagreeks. In augustus verscheen zijn tweede gag. In september kwam de koning, die later ook een grote rol zal spelen, voor in een nieuwe gag. Vanaf 16 januari 1947 verscheen Johan in een langer verhaal, wat later gevolgd door een tweede.
In oktober 1946 stelde iemand van het koor hem voor aan een zekere Janine "Nine" Devroye, toen 16 jaar, die op 9 juni 1951 zijn vrouw werd.
In 1948 tekende Peyo de avonturen van Capitaine Corky, die niet uitgegeven werden. Begin 1949 verhuisde Peyo naar Le Soir, die op 22 januari 1949 een nieuwe reeks startte: Poesie, dat zou lopen tot 1952. Van Johan verschenen er, na het opdoeken van de jeugdrubriek van La Dernière Heure, in deze krant twee verhalen, in 1951 en 1952. Intussen probeerde Peyo nog steeds binnen te raken bij Dupuis, zonder succes. Financieel stond Peyo er op dat moment niet sterk voor.

### Bij Spirou/Robbedoes

#### Johan en Pirrewiet
In 1951 kwam Peyo André Franquin voor het eerst in vijf jaar tegen. Franquin onderhandelde met Charles Dupuis om Peyo aan te nemen. Met succes: in 1952 kon Peyo bij Dupuis beginnen. Peyo startte er met een nieuw verhaal rond Johan, De nederlaag van Basenau, dat vanaf 11 september 1952 in Spirou verscheen. Bij de overstap veranderde Johan wel van uiterlijk: hij was niet langer blond, maar werd zwartharig. Peyo moest ook rekening houden met de albumuitgave. Franquin hielp hem bij het hele proces. Peyo van zijn kant assisteerde Franquin bij diens werk waardoor hij ook zo het vak beter onder de knie kreeg.
Dankzij het vaste werk bij Dupuis kon Peyo zijn vrouw overtuigen om haar job als bankbediende in te ruilen voor een job als zijn persoonlijke assistente en inkleurster.
In 1954 dook in de reeks rond Johan de figuur Pirrewiet op, aanvankelijk voor één album. Toen hij populair bleek, bleef hij behouden en werd de reeks hernoemd tot Johan en Pirrewiet.
In 1955 vroeg Le Soir de reeks Poesie te herbeginnen in de krant. Vanaf dan verscheen de reeks parallel met Johan en Pirrewiet tot het einde van de jaren 50.
Eveneens in 1955 verschenen er korte verhalen van Johan en Pirrewiet in Risque-Tout, een nieuw magazine dat Dupuis uitgaf voor de adolescenten. Ruim een jaar later werd het al opgedoekt. In het totaal verschenen er 5 verhalen van Johan en Pirrewiet in het blad.
In 1957, in het verhaal De zwarte pijl, veranderde Peyo van lettertype: in de plaats van hoofdletters gebruikte hij voortaan ook kleine letters. Dat was nodig omdat de kinderen eerst kleine letters lezen. Peyo week ook steeds meer af van de 12 gelijke vakjes per blad om zo bepaalde acties beter in beeld te kunnen brengen.
Behalve voor Johan en Pirrewiet, werd Peyo soms ook gevraagd om echte verhalen te schrijven of om speciale strips te maken voor het weekblad, zoals voor speciale uitgaven rond christelijke feestdagen. Robbedoes richtte zich vanaf 1958 echter steeds minder op christelijke tradities. Peyo's laatste bijdrage met christelijke inslag, een kerstverhaal, verscheen dan ook in dat jaar.

#### De Smurfen
In de zomer van 1957 was Peyo met Franquin aan de Noordzee. Peyo vroeg Franquin het zoutvaatje aan te geven, maar kon niet op het woord komen en zei: "Passe-moi le schtroumpf. (Geef de smurf eens)." Franquin antwoordde hem met: "Tiens, voilà ton schtroumpf." Dit ging zo een tijd door en de Smurfentaal was geboren. De taal werd uiteindelijk in 1958 gebruikt voor het verhaal De fluit met zes smurfen, waarin een dwergenvolkje, de Smurfen, een hoofdrol zou spelen. De Smurfen waren gebaseerd op rozige elfjes met een puntmuts uit een korte, nooit afgewerkte CBA-tekenfilm, Un cadeau à la fée, waaraan Peyo werkte. De kleur van de Smurfen werd bedacht door Nine. Peyo sloot roze uit om hen niet op mensen te laten lijken. Andere kleuren werden door Nine geëlimineerd: groen leek te veel op hun leefomgeving, rood zou te opvallend zijn en geel werd als ongelukskleur beschouwd. Het werd uiteindelijk blauw. Om het onderscheid met mensen nog duidelijker te maken, moesten de Smurfen een eigen taal spreken: het werd de taal die hij met Franquin had uitgevonden.
De fluit met zes smurfen werd ook het eerste album van Peyo op 60 pagina's, wat het voor hem mogelijk maakte om meer te vertellen. Op 23 oktober 1958 verschenen de Smurfen voor het eerst in Robbedoes. Hoofdredacteur Yvan Delporte zag er wel meer in: in 1959 verscheen op zijn verzoek het eerste zelfstandige verhaal van De Smurfen als bijlage in Robbedoes. De verhalen sloegen aan en de Smurfen werden vanaf 1963 een echte stripreeks. Delporte bleef Peyo tot het einde van diens dagen assisteren bij de creatieve kant van De Smurfen.
Charles Dupuis zag in het begin echter weinig in de Smurfen. Hij werd pas overtuigd toen de Smurfen geschikt leken als tekenfilmfiguren voor zijn tekenfilmstudio TVA. Ook het oprichten van stripblad Pilote in 1959 verplichtte hem om meer vertrouwen te hebben in zijn eigen tekenaars zodat ze niet naar het nieuwe blad zouden stappen. Eveneens in 1959 begon de merchandising rond De Smurfen: Dupuis verkocht via Spirou de eerste drie poppetjes.

#### Studio Peyo
Charles Dupuis maakte van het succes van de Smurfen gebruik om ook Poesie opnieuw uit te geven, deze keer in Spirou/Robbedoes, vanaf 1965. De reeks werd hiervoor voor het eerst ingekleurd. Peyo bleef Le Soir echter ook trouw en begon daarom in 1960 aan een nieuwe reeks voor de krant: Steven Sterk. Dupuis was echter ook in die reeks geïnteresseerd en Steven Sterk verhuisde naar Dupuis. Voor Le Soir bedacht Peyo daarom Jakke en Silvester, een reeks die werd getekend door enkele van zijn medewerkers en waarvan zijn vriend Will de artistieke leiding kreeg. In 1960 tekende Peyo ook drie verhaaltjes over Pietje en de lamp.
Door de vele projecten moest Peyo assistenten in dienst nemen. Peyo zelf werd zo steeds meer scenarioschrijver; het tekenwerk liet hij aan anderen over. Hij richtte zijn eigen studio op, Studio Peyo, met onder andere Lucien De Gieter, Marc Wasterlain, Derib, Gos, François Walthéry, Albert Blesteau en André Benn als medewerkers. Hoewel Peyo Johan en Pirrewiet lang niet doorspeelde aan zijn medewerkers, moest hij met oog op de deadlines voor het verhaal De hekserij van Bozerik toch noodgedwongen de hulp inroepen van Walthéry, Gos en Wasterlain. Behalve zijn medewerkers hielpen ook Delporte en Franquin. In het begin van de jaren 70 verlegde Peyo zijn focus van striptekenen steeds meer naar zijn rol als zakenman.
Tussen het tekenen en schrijven van zijn reeksen door, bleef Peyo ook trouw aan de scouts, waarvoor hij gags en tekeningen bleef maken voor hun uitgaven zoals tijdschrift Seeonee en de kalenders van de Fédération des Scouts Catholiques.

#### Internationale doorbraak
De Smurfen waren in de jaren 60 aan hun opmars bezig. Ontbijtgranenproducent Kellogg's bracht promotiestrips uit en stak Smurfenpopjes in hun Corn Flakes. Er volgden promoalbums voor andere producenten In 1975 kwam de film De fluit met zes smurfen in de bioscoopzalen. De merchandising nam een hoge vlucht en bereikte zelfs de televisiezender NBC. In 1981 bestelden zij bij Hanna-Barbera een tekenfilmreeks. Die werd een internationaal succes en Peyo werd steeds meer een zakenman. De andere reeksen van Peyo belandden steeds meer op de achtergrond en werden uiteindelijk gestopt tegen het einde van de jaren 70. Hij tekende zijn laatste verhaal rond Johan en Pirrewiet in 1977, maar had wel nog plannen voor een nieuw verhaal voor de reeks, een verhaal rond de Hunnen. Hij liet informatie verzamelen en maakte schetsen en aantekeningen, maar het basisidee werd pas na zijn dood opgepikt voor De Horde van de Raaf. Zijn bezigheden als zakenman stonden de plannen in de weg. Daarnaast vond Peyo een comeback riskant: de lezers hadden mogelijk te hoge verwachtingen gekregen.

### Laatste levensjaren
In Peyo's studio kwamen ook zijn twee kinderen hem helpen: dochter Véronique werd belast met de merchandising, zoon Thierry werd supervisor van de tekenstudio. Zij richtten ook I.M.P.S op, dat de rechten over Peyo's patrimonium beheert en onder de hoede van Véronique kwam.
Peyo verliet Dupuis na bijna 40 jaar in 1989. De breuk kwam er nadat de sfeer in het bedrijf veranderde toen Charles en Paul Dupuis het bedrijf verlieten en nadat het na een juridisch-financiële strijd werd verkocht in 1985. Vrienden als Roba, Franquin en Walthéry hadden na de veranderingen eveneens met een andere uitgever een overeenkomst gesloten. In 1985 richtte Thierry Cartoon Creation op, een tekenstudio voor de afgeleide producten van I.M.P.S. Hij wist zijn vader te overtuigen om zijn strips zelf uit te geven bij Cartoon Creation. De tekenstudio werd geleid door Daniel Desorgher en leverde heel wat nieuwe pagina's af.
In 1989 verscheen ook het maandblad Schtroumpf, waarop Peyo zich echter niet ten volle stortte. Het blad werd ondanks enkele veranderingen geen groot succes en in 1992 werd het al gestopt na 34 nummers.
Cartoon Creation bracht in het Frans twee Smurfenalbums uit (in het Nederlands drie) en één album rond Pietje en de lamp. Distributieproblemen dwongen hen ook om Cartoon Creation om te vormen door meer tekenaars aan te trekken of om het te ontbinden. Omdat de eerste optie niet de bedoeling was van Cartoon Creation werd de uitgever weer gewoon een tekenstudio. Thierry overtuigde zijn vader om zich alleen nog met strips bezig te houden. Het team vond uiteindelijk een nieuwe uitgever: Le Lombard, Dupuis' grootste concurrent. Er werd besloten Johan en Pirrewiet en Steven Sterk terug op te pikken.
Peyo zette zich aan een nieuw lang Smurfenverhaal, De Geldsmurf, dat hij samen met zijn zoon Thierry schreef. Alain Maurry, die intussen heel wat spelletjespagina's en korte verhaaltjes had getekend, werd door Peyo gekozen om het verhaal te tekenen. Waarschijnlijk leidden de scènes op de middeleeuwse markt in het verhaal ertoe dat Peyo in Maurry ook de geknipte opvolger zag voor Johan en Pirrewiet. De eerste schetsen lagen medio december 1992 klaar, net voor de vakantie. De verdere plannen zouden begin '93 besproken worden. Peyo overleed echter op 24 december '92 aan een hartaanval.
Zoals Peyo het wilde, worden zijn reeksen na zijn dood voortgezet. Zijn zoon werd de verantwoordelijke voor het artistieke werk.
Le Lombard is sinds het opdoeken van Cartoon Creation nog steeds de uitgever van Peyo's werk. De Nederlandse vertaling werd verzorgd door Balloon Books, maar na een meningsverschil tussen deze uitgever en Peyo's nabestaanden ligt de vertaling sinds 2008 in handen van Standaard Uitgeverij.

## Stripseries van Peyo
- De Smurfen (1959-heden)
- Johan en Pirrewiet (1946-2001)
- Steven Sterk (1960-heden)
- Poesie (1949-1977)
- Pietje en de lamp (1960, 1965-1966, 1991)
- Jakke en Silvester (1960-1966, 1978-1985)

## Prijzen
- 1982-1983: Emmy Award voor Outstanding Children's Entertainment Series voor de tekenfilmserie over de Smurfen.[7]
- 1984: Alfred enfant (Prix Jeunesse 9-12 ans) op het Internationaal stripfestival van Angoulême voor het album De Olympische Smurfen. De prijs werd opgehaald door Raoul Cauvin.[8]

## Rotonde
In juni 2015 werd de rotonde van de Rue de Rosières in Genval omgedoopt in "Rond-Point Peyo" en werd er een 1,5 meter hoog standbeeld van een groetende Smurf onthuld.
- Bibsys: 69572
- Biblioteca Nacional de España: XX887342
- Bibliothèque nationale de France: cb11919471v (data)
- Catàleg d'autoritats de noms i títols de Catalunya: 981058530027706706
- CiNii: DA07693630
- Gemeinsame Normdatei: 109062353
- International Standard Name Identifier: 0000 0003 6864 5692
- Library of Congress Control Number: n82047405
- Nationale Bibliotheek van Letland: 000200138
- MusicBrainz: 127e5fa0-a4dc-4011-a8b7-d0099d286fe2
- Bibliotheek van het Japanse parlement: 00452669
- Nationale Bibliotheek van Tsjechië: xx0007049
- Nationale bibliotheek van Australië: 41644141
- Nationale Bibliotheek van Israël: 987007574171905171
- Nationale Bibliotheek van Polen: a0000001110810
- Nederlandse Thesaurus van Auteursnamen: 068964145
- RKD-Nederlands Instituut voor Kunstgeschiedenis: 63074
- Istituto Centrale per il Catalogo Unico: RAVV071791
- LIBRIS: 83651
- Système universitaire de documentation: 027069427
- Trove: 1165512
- Virtual International Authority File: 95155932
- WorldCat: E39PBJdx87vv4j9pK9gwPGjjYP